# 榮站 (北海道)

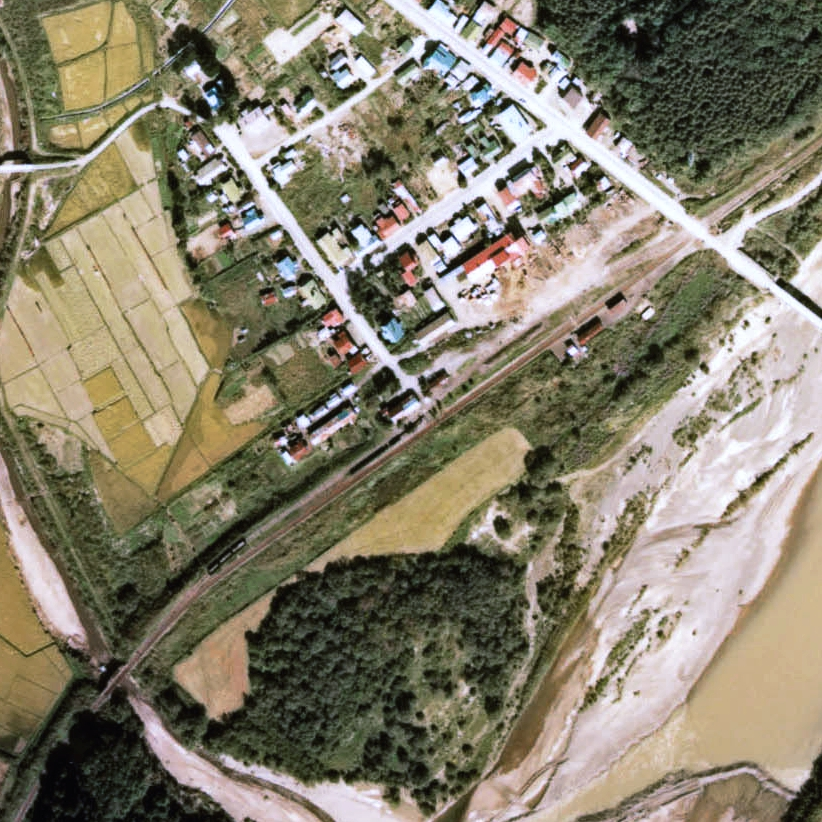
1975年的榮站與方圓約500米範圍。右邊是日高町方向。

榮站（日语：／ Sakae eki */?）是位於北海道勇拂郡穗別町字榮（現時：鵡川町） ，日本國有鐵道的富內線車站（廢站）。隨著富內線廢除，車站在1986年（昭和61年）11月1日廢除。

## 歷史
- 1923年（大正12年）
  - 6月12日 - 北海道鑛業鐵道（日语：北海道鉄道 (2代)）金山線生鼈站（後來名為旭岡站）至此站之間開通，似灣站（日语：／）啟用。當時為一般車站[1]。
  - 11月11日 - 此站至邊富內站（後來名為富內站）之間開通，成途中途車站[3]。
- 1924年（大正13年）3月3日 - 鐵路公司改名為北海道鐵道（第二代）。
- 1943年（昭和18年）8月1日 - 北海道鐵道在戰時被收購後國有化，成為富內線車站。此站改名為榮站[1]。
- 1977年（昭和52年）2月1日 - 結束處理貨物和行李[1]。成為無人車站[4]（簡易委託化）。
- 1986年（昭和61年）11月1日 - 富內線全線廢除，此站也廢除[2]。

## 車站構造
在昭和30年代，栄站內設有保線區。當時有許多職員於該處當值。在站前，設有一個堆場，放置了許多來自周邊森林的大原木，日本通運的人員會把原木裝卸在鐵路貨車上。
截至車站廢除前，此站是地面車站，設有1面1線的島式月台（只使用單邊）。月台位於路軌北邊（日高町方向的列車會開啟左邊車門）。曾經此站設有1面2線的島式月台，當時可進行列車交會。靠近車站大樓的1線，在交會設備廢除後，變成了一條側線（但是截至1983年（昭和58年），雖然設有轉轍器，路軌上設有止衝擋）。
此站是無人車站（簡易委託）。在有人車站時代還有車站大樓。車站大樓位於站內北邊。

## 站名的由來
車站名稱取自所在地名。
舊站名「似灣」是源自阿伊努語的「ニ・アン・ペツ」，其意思是「樹木繁茂的河流」。

## 使用狀況
- 在1981年度（昭和56年度），1日平均上下車人次為36人[6]。

## 車站周邊
- 北海道道74號穗別鵡川線
- 北海道道59號平取厚真線（日语：北海道道59号平取厚真線）
- 似灣郵局
- 鵡川町立仁和小中學
- 鵡川[7]
- 似灣川[7]

在昭和20年代，站前的道路上有20間以上的民居和商店街（旅館、糖果店、藥局、彈珠機店、鐵匠店、劇場、診所等）。

## 現況
現時站內變成木材加工場的用地。截至2011年（平成23年），舊站內雜草叢生。

## 相鄰車站
日本國有鐵道
富內線
旭岡－榮－豐田
曾經此站與旭岡站（當時名為生鼈站）之間設有貨運車站，名為木金似臨時停車場（日语：／），停車場在1927年（昭和2年）9月8日開業，在1931年（昭和6年）5月31日廢除。

## 注腳
1. 1 2 3 4 5  石野哲（編）. . JTB. 1998: 866. ISBN 978-4-533-02980-6 （日语）.
2. 1 2  . 官報. 1986-10-14 （日语）.
3. ↑  《官報》 1923年11月20日　鉄道省彙報「地方鉄道運輸開始」 （页面存档备份，存于）（日語）（國立國會圖書館數碼化收藏）
4. ↑  . 鐵道公報 (日本國有鐵道總裁室文書課). 1977-01-31: 2 （日语）.
5. ↑  辻喜美男 　「昔の栄地区を思い出して」. . 穂別高齢者の語りを聞く会. 2014: p24 （日语）.
6. 1 2 3 4 5  書籍《国鉄全線各駅停車1 北海道690駅》（小學館，1983年7月發行）106頁。
7. 1 2  書籍《北海道道路地図 改訂版》（地勢堂，1980年3月發行）11頁。
8. ↑  布施武光 「86年間思いつくまま」. . 穂別高齢者の語りを聞く会. 2014: p39 （日语）.
9. ↑  書籍《北海道の鉄道廃線跡》（著：本久公洋，北海道新聞社，2011年9月發行）84頁。